# Заовражье (городской округ Солнечногорск)
Заовражье — деревня в Московской области России. Входит в городской округ Солнечногорск. Население — 0 чел. (2010).

## География
Деревня Заовражье расположена на севере Московской области, в северной части округа, примерно в 14 км к северо-востоку от центра города Солнечногорска. К деревне приписано 4 садоводческих товарищества. Рядом с деревней протекает река Лутосня. Ближайшие населённые пункты — деревни Зеленино, Мостки и Федино.

## Население
| 1852 | 1859 | 1890 | 1899 | 1926 | 1966 | 1998 |
| ---- | ---- | ---- | ---- | ---- | ---- | ---- |
| 82   | ↘56  | ↗73  | ↗84  | ↗91  | ↘37  | ↘2   |
| 2002 | 2010 |      |      |      |      |      |
| ↗4   | ↘0   |      |      |      |      |      |

## История
Завражья, деревня 1-го стана, Шуйской, Елены Михайловны, Лекарши, крестьян 37 душ мужского пола, 45 женского, 25 верст от уездного города, между Дмитровским трактом и шоссе.— Нистрем К. Указатель селений и жителей уездов Московской губернии, 1852 г.
В «Списке населённых мест» 1862 года — владельческая деревня 1-го стана Клинского уезда Московской губернии от города Клина по правую сторону Дмитровского тракта, в 20 верстах от уездного города и 10 верстах от становой квартиры, при колодцах, с 7 дворами и 56 жителями (24 мужчины, 32 женщины).
По данным на 1890 год — деревня Солнечногорской волости Клинского уезда с 73 душами населения, в 1899 году — деревня Вертлинской волости Клинского уезда, проживало 84 жителя.
В 1913 году — 16 дворов.
По материалам Всесоюзной переписи населения 1926 года — деревня Мостовского сельсовета Вертлинской волости Клинского уезда в 4,3 км от Рогачёвского шоссе и 13,9 км от станции Подсолнечная Октябрьской железной дороги, проживал 91 житель (40 мужчины, 51 женщина), насчитывалось 22 хозяйства, среди которых 21 крестьянское.
С 1929 года — населённый пункт в составе Солнечногорского района Московского округа Московской области. Постановлением ЦИК и СНК от 23 июля 1930 года округа как административно-территориальные единицы были ликвидированы.
1929—1954 гг. — деревня Мостовского сельсовета Солнечногорского района.
1954—1956 гг. — деревня Елизаровского сельсовета Солнечногорского района.
1956—1957, 1960—1963, 1965—1972 гг. — центр Елизаровского сельсовета Солнечногорского района.
1957—1960 гг. — центр Елизаровского сельсовета Химкинского района.
1963—1965 гг. — центр Елизаровского сельсовета Солнечногорского укрупнённого сельского района.
1972—1976 гг. — деревня Таракановского сельсовета Солнечногорского района.
1976—1994 гг. — деревня Вертлинского сельсовета Солнечногорского района.
С 1994 до 2006 гг. деревня входила в Вертлинский сельский округ Солнечногорского района.
С 2005 до 2019 гг. деревня включалась в городское поселение Солнечногорск Солнечногорского муниципального района.
С 2019 года деревня входит в городской округ Солнечногорск.